# 圣若泽-达萨菲拉
圣若泽-达萨菲拉是巴西米纳斯吉拉斯州的一个市镇。总面积214.454平方公里，总人口3929人，人口密度18.3人/平方公里。